# زلزال فوكوشيما 2016
زلزال فوكوشيما 2016 هو زلزالٌ وقعَ في ناميه ‏ في اليابان بتاريخ 22 نوفمبر 2016. بلغت شدتهُ 6.9 على مقياس درجة العزم.